# Joseph N'Diaye
Boubacar Joseph N'Diaye (Rufisque, 15 ottobre 1922 – Dakar, 6 febbraio 2009) è stato uno scrittore senegalese.

## Biografia
È stato il curatore del Museo della schiavitù di Gorée, in Senegal. Ha scritto il libro La schiavitù spiegata ai nostri figli (Epoché, 2008) con introduzione di Kōichirō Matsuura, che ha ottenuto il riconoscimento dell'UNESCO La route de l'esclave, ristampato nel 2019 in italiano dall'editore napoletano Marotta&Cafiero con il titolo La porta sul mare (ISBN 978-88-97883906) . Alla sua figura il regista Rachid Bouchareb si è ispirato per il protagonista del film Little Senegal (2001).